# 8709 Kadlu
8709 Kadlu è un asteroide areosecante. Scoperto nel 1994, presenta un'orbita caratterizzata da un semiasse maggiore pari a 2,5349333 UA e da un'eccentricità di 0,4847031, inclinata di 3,50076° rispetto all'eclittica.